# ماريا فيتزهربرت
ماريا آن فيتزهربرت (الاسم قبل الزواج: ماريا سميث، ويلد سابقًا: يوليو 1756 -27 مارس 1837) رفيقة قديمة لجورج، أمير ويلز (الملك جورج الرابع ملك المملكة المتحدة). تزوجا سرًا في عام 1785، زواجًا أُعتبر باطلًا بموجب القانون المدني الإنجليزي، لأن والده الملك جورج الثالث لم يوافق على هذا الزواج، كانت فيتزهربرت كاثوليكية، وكان القانون في ذلك الوقت يمنع زواج الكاثوليك أو يحظر على الكاثوليكيين من أن يصبحوا ملوكًا، لذا إذا وافقت الكنيسة على الزواج وكان صحيحًا، فإن ولي العهد سيفقد مكانته في تسلسل الخلافة على العرش البريطاني. تزوجت فيتزهربرت قبل جورج مرتين وأصبحت أرملة، أقنع ابن أخ زوجها الأول الكاردينال ويلد البابا بيوس السابع بإعلان صحة الزواج السري.

## الحياة المبكرة
وُلدت فيتزهربرت في قلعة تونغ بمقاطعة شروبشاير. كانت الابنة الكبرى لوالتر سميث (1721 -1788) الذي يعود أصله إلى برامبريدج بمقاطعة هامبشاير، وهو الابن الأصغر لسير جون سميث، البارونيت الثالث، الذي سكن مدينة آكتون بيرنيل بمقاطعة شروبشاير. كانت والدتها ماري آن إرينجتون، ويعود أصلها إلى مدينة بوفرونت بمقاطعة نورثمبرلاند، وكانت أخت غير شقيقة من ناحية الأم لتشارلز مولينوكس ايرل سيفتون الاول. تلقت فيتزهربرت تعليمها في باريس في دير فرنسي.

## الزواج
تزوجت ماريا في الثامنة عشرة من عمرها من إدوارد ويلد، الذي يكبرها بـ16 عامًا، وهو أرمل كاثوليكي ثري، يملك قلعة لولوورث في يوليو 1775. توفي ويلد بعد ثلاثة أشهر من الزواج بسبب سقوطه من على فرسه، ولم يكن قد تمكن من كتابة وصيته الجديدة والتوقيع عليها، فذهبت ممتلكاته إلى شقيقه الأصغر توماس، الذي كان والدًا لخمسة عشر طفلًا، من بينهم الكاردينال المستقبلي ويلد. ترك زوجته أرملة رقيقة الحال، ولم تحصل على أي دعم مالي يُذكر من عائلة ويلد، فأصبحت مضطرة للزواج مرة أخرى بأسرع وقت ممكن.
تزوجت مرة أخرى بعد ثلاث سنوات من توماس فيتزهربرت من مدينة سوينيرتون بمقاطعة ستافوردشاير في عام 1778. كان زوجها يكبرها بعشر سنوات، وقد أنجبا ابنًا توفي وهو صغير. أصبحت أرملة مرة أخرى في 7 مايو 1781. ترك لها معاشًا سنويًا قدره 1000 جنيه إسترليني (133,000 جنيه إسترليني في عام 2021)، ومنزلًا بشارع بارك في حي مي فير.

## علاقتها بجورج
أصبحت فيتزهربرت أرملة مرتين وسرعان ما اندمجت في مجتمع لندن الراقي. تعرفت على شاب أُعجب بها في ربيع عام 1784، وقد كان هذا الشاب هو أمير ويلز لاحقاً جورج الرابع ملك المملكة المتحدة الذي يكبرها بست سنوات. أصبح الأمير مغرمًا بها، وظل يطاردها بلا هوادة حتى وافقت على الزواج منه. تزوجا سرًا بوعي الطرفين تمامًا، وخرجوا لإتمام طقوس الزواج في 15 ديسمبر 1785، عُقد الزواج في غرفة الاستقبال داخل منزلها في شارع بارك بلندن. كان عمها هنري إرينجتون وشقيقها جون سمايث شاهدان على زواجهما، أقام حفل الزواج الباطل أحد كهنة الأمير في الخدمة، القس الروحاني روبرت بورت، الذي دفع له الأمير ديونًا بقيمة 500 جنيه استرليني (67,000 جنيه استرليني في عام 2021) ليخرجه من سجن الأسطول.
لم يكن الزواج صحيحًا بموجب القانون الإنجليزي لأنه لم يحصل على موافقة الملك جورج الثالث ملك المملكة المتحدة والمجلس الخاص المُكرَّم لدى جلالة الملكة طبقًا لقانون الزواج الملكي لعام 1772. لم يُصدق الملك على الزواج لأسباب عديدة منها ديانة فيتزهربرت الكاثوليكية. إذا وافق الملك جورج على صحة الزواج فسيُقال أمير ويلز من تسلسل الخلافة على العرش البريطاني تلقائيًا وفقًا لأحكام وثيقة الحقوق لعام 1689 وقانون التسوية لعام 1701، ومن ثم استبداله بشقيقه دوق يورك. عقد شقيقه، الأمير أغسطس فريدريك أيضًا زواجًا باطلًا مع السيدة أوغوستا موراي في عام 1793 بدون موافقة الملك وأنجب منها طفلين.
تلقت فيتزهربرت رسالة في 23 يونيو 1794، تُفيد بأن علاقتها مع الأمير قد انتهت، وأخبر جورج شقيقه الأصغر دوق يورك، أنهما انفصلا بشكل ودي، معبّرًا عن نيته في الزواج من ابنة عمته الدوقة كارولين من برونزويك. كانت هذه هي الطريقة الوحيدة للخروج من هذا الوضع المحرج وفقًا للملك جورج الثالث، مع دفع ديون ولي العهد الضخمة التي تبلغ 600,000 جنيه إسترليني (73.3 مليون جنيه إسترليني في عام 2021) في يوم زواجه. أتم الأمير جورج مراسم زواج من كارولين لهذا الغرض في 8 أبريل 1795. كتب أمير ويلز وصيته الأخيرة عام 1796 بعد ثلاثة أيام من ولادة كارولين لابنتهما، الأميرة شارلوت ويلز، في 10 يناير، يقسم فيها أن كل «ممتلكاته الدنيوية ... لزوجتي ماريا فيتزهربرت... شريكة قلبي وروحي». قال جورج أن ماريا لم تستطع أن تستخدم هذا الاسم علنًا بموجب قوانين البلاد، إلا أنها كانت هكذا في نظر السماء وستظل هكذا في نظري. لم يُتوج كل هذا الحب بجمع شملهما. سعى الأمير في النهاية للمصالحة مع نصفه الثاني في صيف عام 1798. انفصل جورج نهائيًا عن كارولين في ذلك الحين، وكان يشعر بالملل من عشيقته، فرانسيس فيليرز، كونتيسة جيرسي.
تغير هو ومجموعة من رفاقه تغيرًا عنيفًا من ناحية فيتزهربرت خلال السنوات الأولى لحكمه بوصفه الملك جورج الرابع. وصل به الأمر أنه كلما ذكر اسمها قال بمشاعر مليئة بالاشمئزاز والذُعر أن زواجهما كان زواجًا زائفًا ... فقط لإرضائها، كما قال إنه ليس زواجًا لأنه لا يوجد زواج دون ترخيص أو وثيقة مكتوبة. كانت فيتزهربرت تمتلك وثائق وبعد الانفصال النهائي، طالبت بدفع معاشها ومعه تهديدًا مبطنًا بالكشف عن وثائقها إذا لم تتلق الأموال. وضع الملك يده على رسالتها بلهفة في يونيو 1830، عندما كان على فراش الموت، وبعد قراءة «تمنيات الشفاء العاجل»، وضعها تحت وسادته. لم تكن فيتزهربرت تعلم مدى شدة مرضه، كانت مصدومة وحز في نفسها تجاهله رسالتها الأخيرة. طلب الملك قبل وفاته أن يُدفن وقد رُسم صورة مصغرة لعين فيتزهربرت حول رقبته، وهو ما تم بالفعل.
تبين بعد وفاة جورج الرابع في 26 يونيو 1830، أنه كان يحتفظ بجميع رسائل فيتزهربرت، واتُخِذت إجراءات لتدمير وإخفاء هذه الرسائل، أخبرت فيتزهربرت شقيق جورج الرابع، الملك ويليام الرابع، عن زواجهما، كما أظهرت له الوثيقة التي تحملها. «توسل لها أن تقبل لقب دوقة، لكنها رفضت، وطلبت فقط إذنًا لارتداء ملابس الأرامل وأن تسمح لخدمها بارتداء زيًا ملكيًا.»